# Meltayalur, Mulbagal
Meltayalur là một làng thuộc tehsil Mulbagal, huyện Kolar, bang Karnataka, Ấn Độ.